# 마쓰노정
마쓰노정(일본어: 松野町)은 일본 에히메현 난요 지방에 있는 기타우와군의 정이다. 시만토강의 지류 중 하나인 히로미강의 중류에 위치하고 삼림이 면적의 84%를 차지하고 있다.

## 지리
오니가조산을 사이에 두고 우와지마시의 동쪽에 위치한다. 다만 직접 우와지마 시가지로 가지는 못하고 이웃 마을인 기호쿠정을 지나야 한다. 지역적으로는 합병 전의 구 정촌인 요시노부 지역과 마쓰마루 지역으로 이분된다. 정사무소는 마쓰마루 지역에 있고 정사무소 앞에는 가도를 따라서 상가가 형성된 것 외에 상가 변두리 근처에 JR 철도역이 있다.

### 인접한 자치체
- 에히메현
  - 우와지마시, 기타우와군 기호쿠정

- 고치현
  - 시만토시, 다카오카군 시만토정

## 역사
- 1955년 3월 31일 - 마쓰마루정, 요시노부촌이 합병해 탄생했다.

## 교통

### 철도
- 시코쿠 여객철도 요도선

### 도로
- 국도 381호선
- 국도 441호선